# Freddie Freeman
Frederick Charles Freeman (ur. 12 września 1989) – amerykański baseballista kanadyjskiego pochodzenia występujący na pozycji pierwszobazowego w Los Angeles Dodgers.

## Przebieg kariery
Freeman po ukończeniu szkoły średniej w Orange w Kalifornii został wybrany w 2007 roku w drugiej rundzie draftu przez Atlanta Braves i początkowo grał w klubach farmerskich tego zespołu, między innymi w Gwinnett Braves, reprezentującym poziom Triple-A. W Major League Baseball zadebiutował 1 września 2010 w meczu przeciwko New York Mets.
W sezonie 2011 w głosowaniu do nagrody NL Rookie of the Year Award zajął 2. miejsce za Craigiem Kimbrelem z Braves. W 2013 po raz pierwszy został powołany do All-Star Game, otrzymując najwięcej głosów w ostatecznym głosowaniu kibiców, jednak nie zagrał z powodu kontuzji; zastąpił go Brian McCann z Braves. W lutym 2014 podpisał ośmioletni, najwyższy w historii klubu kontrakt wart 135 milionów dolarów.
15 czerwca 2016 w meczu przeciwko Cincinnati Reds zaliczył cycle. W 2018 otrzymał po raz pierwszy w swojej karierze Gold Glove Award. Sezon 2020 zakończył ze średnią odbić 0,341, 13 home runami i 53 RBI. Ponadto zaliczył najwięcej w MLB double’i (23) i obiegów (51), dzięki czemu został wybrany najbardziej wartościowym zawodnikiem w National League.
W 2020 roku został wybrany MVP National League, a rok później razem z Atlantą Braves, został mistrzem World Series.
18 marca 2022, jako wolny agent dołączył do Los Angeles Dodgers.

## Nagrody i wyróżnienia
| Nagroda/wyróżnienie     | Lata                                     | Źródło      |
| MVP National League     | 2020                                     | [ 11 ]      |
| 7× All-Star             | 2013, 2014, 2018, 2019, 2021, 2022, 2023 | [ 2 ] [ 6 ] |
| Gold Glove Award        | 2018                                     | [ 10 ]      |
| 3× Silver Slugger Award | 2019, 2020, 2021                         | [ 2 ]       |